# کتاب مردگان

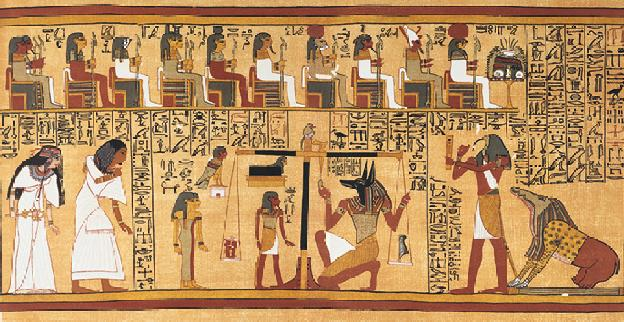
برگی از کتاب مردگان.

کتاب مردگان نامی منحصر  برای متون کهن مصر است که در آیین خاک‌سپاری مصریان مورد استفاده قرار می‌گرفت.
برای نخستین بار در دوران پادشاهی نوین مصریان (حدود ۱۵۰ پیش از میلاد) از این متون استفاده شد و تا ۵۰ پیش از میلاد ادامه داشت. با توجه به این که مصریان باستان به زندگی پس از مرگ باور داشتند، نسخ مصوری از دست‌نوشته‌ها را، همراه با سایر وسایل مورد مصرف روزانه در کنار فرد درگذشته به خاک می‌سپردند تا راحت تر به زندگی پسین بروند
این دست‌نوشته‌های نگاره‌دار مصری امروزه به نام کتاب مردگان یاد می‌شوند.
این نسخ خطی مصور، اغلب به خط هیروگلیف یا کاهنی، تماماً با لعاب رنگ و به ارتفاع بین ۲۵ تا ۵۰ سانتیمتر روی پاپیروس ترسیم شده و شامل اوراد، جادوها و مراسم بسیاری از زندگی و اساطیر مصر باستان است. اغلب بیشتر نسخه‌های کتاب مردگان مصری در موزه بریتانیا نگهداری می‌شوند.

## کتاب مردگان و رستاخیز
در کتاب مردگان آمده‌است: هرگاه سیاره ناهید از میان صورت فلکی شکارچی با مدار بیضی شکل خود حرکت کند، زمان فاجعهٔ بعدی فرا رسیده‌است.
مصریان قدیم با توجه به مطالب کتاب مردگان معتقدند که بار پیش (بیش از ۹۰۰۰ سال پیش از میلاد) که سیاره ناهید از میان شکارچی حرکت کرد قطب‌های زمین جابه‌جا شدند. (البته دانشمندان چنین مسئله‌ای را رد می‌کنند) آنها معتقدند که خورشید سبب چنین عاملی شده‌است.
زمان بعدی گذر ناهید از میان صورت فلکی شکارچی سال ۲۰۱۲ است. (این زمان با هشدار قوم مایا در مورد وقوع فاجعه در دسامبر ۲۰۱۲ مطابق است). همچنین بنا بر نظر ستاره‌شناسان زمان اوج توفان‌های خورشیدی در سال ۲۰۱۲ میلادی است. در کتاب کولبرین مسبب این فاجعه خورشید نیست بلکه یک جرم آسمانی دیگر است که از آن به عنوان «نابودگر» یاد شده و از کنار زمین عبور می‌کند و باعث جابه‌جایی قطب‌های زمین می‌شود.
.......
(هرچند هیچ دلیل و مستند علمی اثبات شده ای راجع به این باور وجود ندارد)!